# Hylocomiadelphus triquetrus
Hylocomiadelphus triquetrus là một loài Rêu trong họ Hylocomiaceae. Loài này được (Hedw.) Ochyra & Stebel mô tả khoa học đầu tiên năm 2008.